# (33445) 1999 FB21
1999 أف بي 21 (ويعرف أيضًا باسم (33445) 1999 أف بي 21 وفق تسمية الكوكب الصغير) (بالإنجليزية: 1999 FB21)‏ هو كويكب ضمن حزام الكويكبات؛ وترتيبه 33445 من حيث الاكتشاف.
اكتُشف هذا الجُرم الفلكي بواسطة Stefano Sposetti ‏ في 23 مارس 1999.

## وصلات خارجية
- (33445) 1999 FB21 في قاعدة بيانات مختبر الدفع النفاث لأجرام النظام الشمسي الصغيرة

- الاكتشاف · مخطط المدار ·  العناصر المدارية · المعلمات المادية

- (33445) 1999 FB21 على موقع ويكي سكاي: DSS2, SDSS, GALEX, IRAS, Hydrogen α, X-Ray, Astrophoto, Sky Map, Articles and images